# Casa La Campana
La Casa de La Campana és un edifici modernista de Bernardí Martorell i Puig (1911) a Sant Feliu de Guíxols (Baix Empordà) protegit com a bé cultural d'interès local.

## Descripció
És un edifici entre mitgeres de planta baixa i un pis. La façana presenta una composició simètrica. A la planta baixa, revestida de pedra artificial, hi ha dues portes d'accés als extrems i un conjunt de tres finestres centrat.

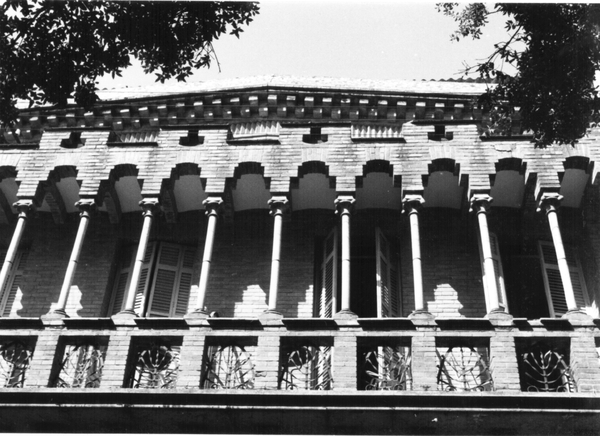
Tribuna principal de l'edifici.

Al primer pis, de maó vist, una tribuna de gran volada, sostinguda per mènsules, ocupa tot l'ample de la façana. Aquesta planta té quatre obertures rectangulars d'accés a la tribuna, que té a la part inferior una barana de maó calada amb reixes de ferro forjat i coberta de maó sostinguda per fines columnes de secció circular.

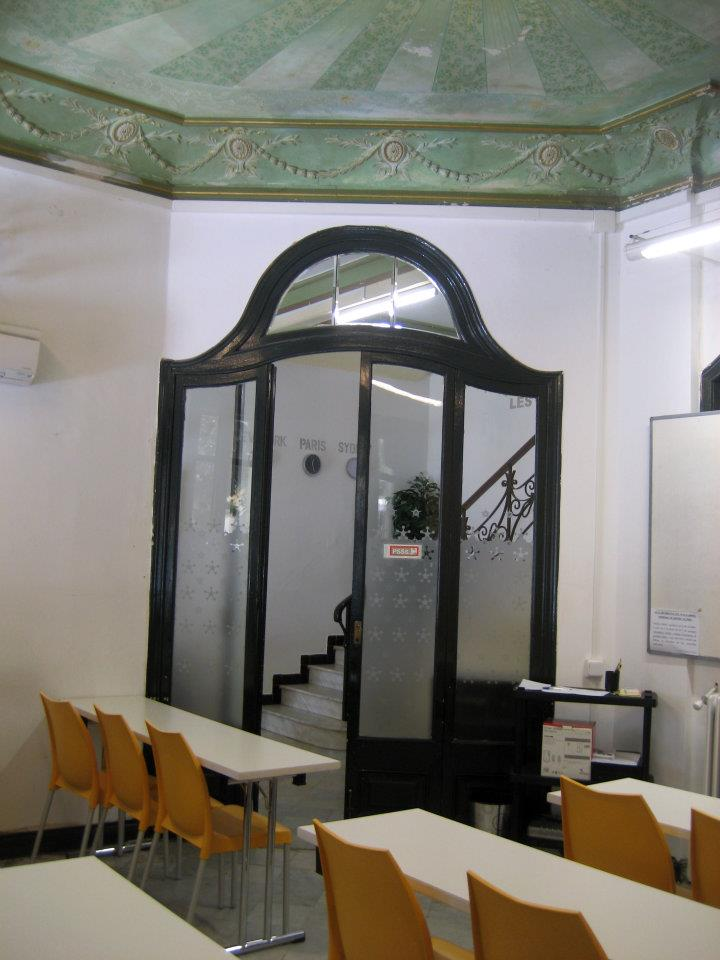
Porta amb forma de campana

En el interior podem apreciar varies portes que representen formes de campana. Aquesta forma corba és comuna en el modernisme, on sovint s'eviten les línies rectes i es prefereixen les corbes i formes orgàniques.
Les portes tenen panells de vidre esmerilat, que permeten l'entrada de llum mentre proporcionen privacitat. Els patrons en el vidre esmerilat afegeixen un toc decoratiu addicional.
La porta inclou detalls ornamentals típics del modernisme. El vidre esmerilat té un disseny de flocs de neu o patrons florals, representatius de l'enfocament naturalista del modernisme.
La porta condueix a una escala de marbre amb una barana de ferro forjat, una altra característica típica del modernisme. La barana té un disseny intricant i curvilini que complementa l'estètica de la porta.

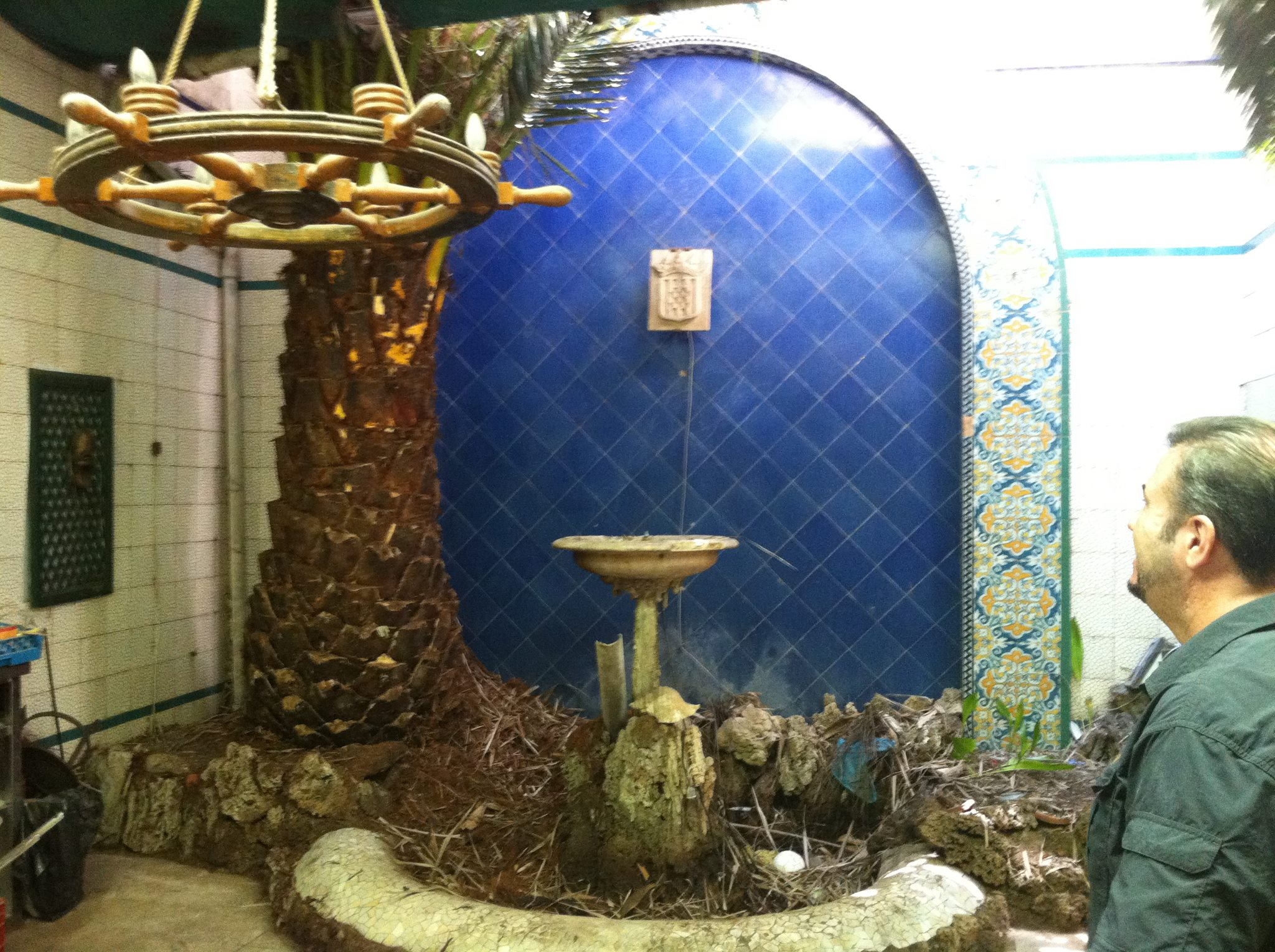
Arc decoratiu en el pati exterior

En el pati podem trobar un arc decoratiu revestit amb rajoles de color blau brillant, disposades en un patró de rombes. Les rajoles blaves proporcionen un contrast vibrant amb els altres elements del pati i són típiques de l'estil modernista, que sovint utilitza ceràmica i mosaics en la decoració.

Les rajoles estan emmarcades per una franja decorativa amb un patró geomètric i floral en tons taronja i blau. Aquest detall ornamental afegeix riquesa visual i complexitat al disseny de l'espai.

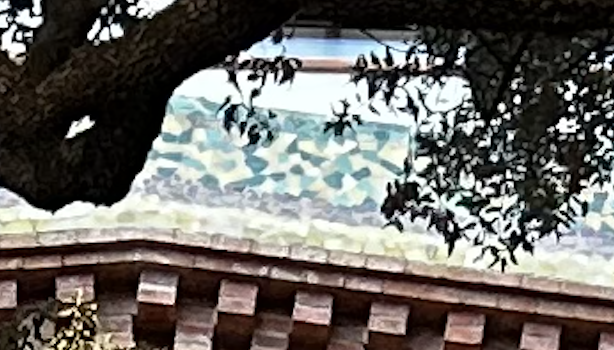
Trencadís Casa La Campana

És remarcable el coronament de trencadís policromat, amb tons principalments blaus i verds damunt del ràfec de maó vist, amb una forma onejant.
Edifici protegit sota la designació BCIL 5007-I.

## Història
L'edifici va ser encarregat pel barceloní Josep Roca Rabell com a residència unifamiliar. Inicialment es trobava composat per dos edificis, l'edifici principal i l'edifici del servei i caballeries, conectats per un pati de donava a la rambla. 

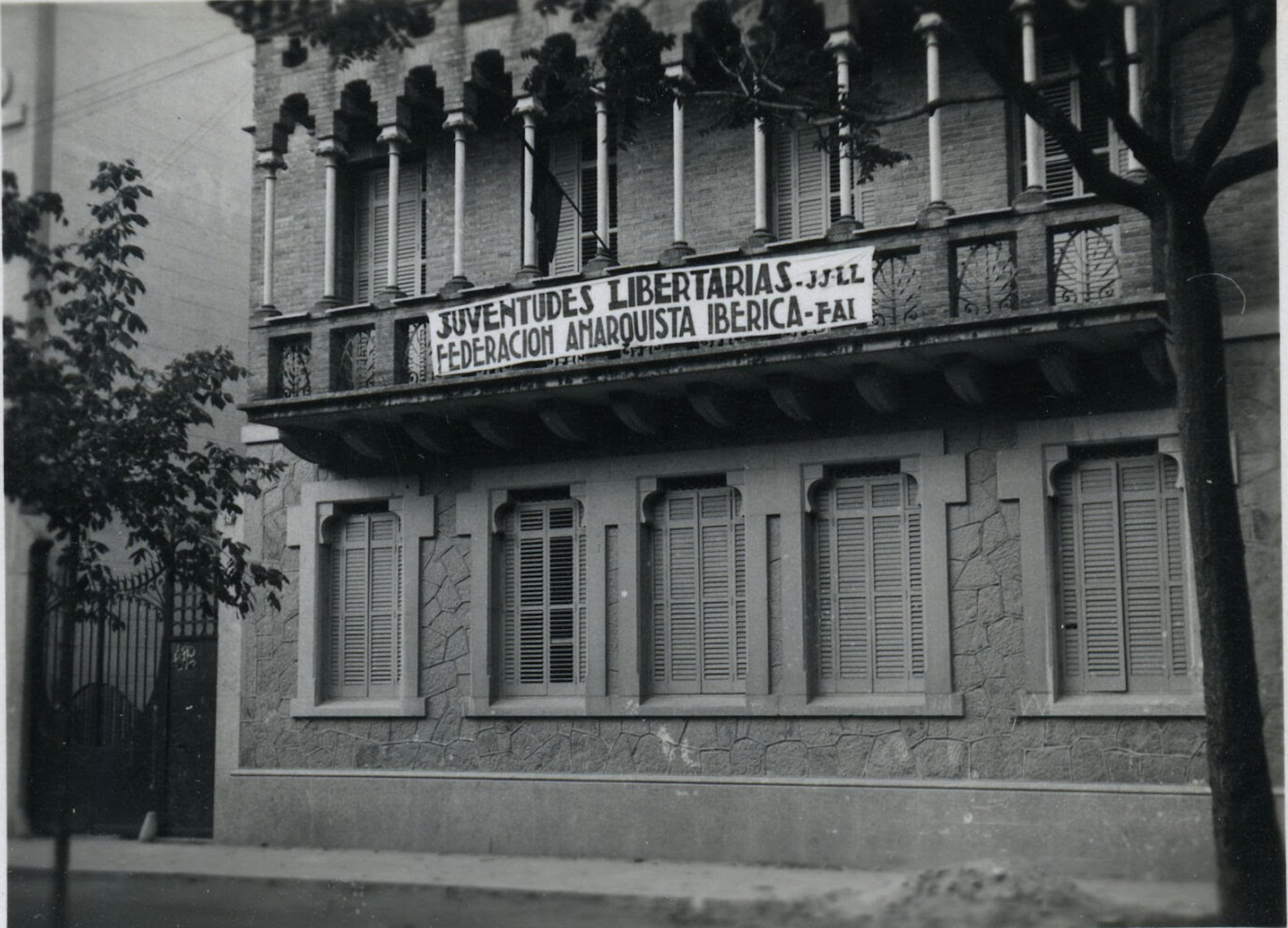
Ocupació de l'edifici durant la Guerra Civil

Durant la guerra civil es va utilitzar per les Joventuts Libertaries de la FAI.

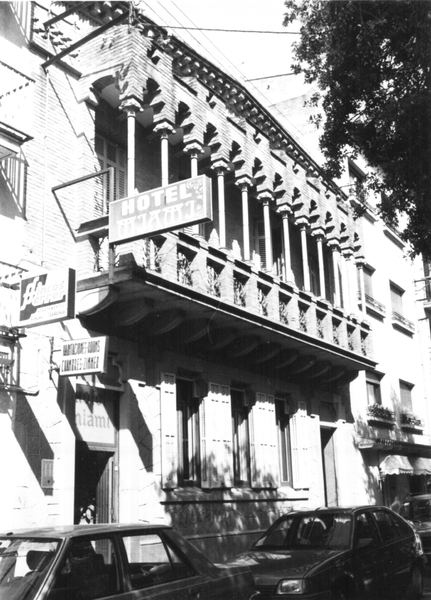
Edifici La Campana, durant la seva etapa d'hotel Miami

La casa va patir diferents reformes on es va eliminar el pati lateral, i es van habilitar dos entrades en la façana principal, on abans hi havien finestres. Després va passar a ser l'Hotel Miami

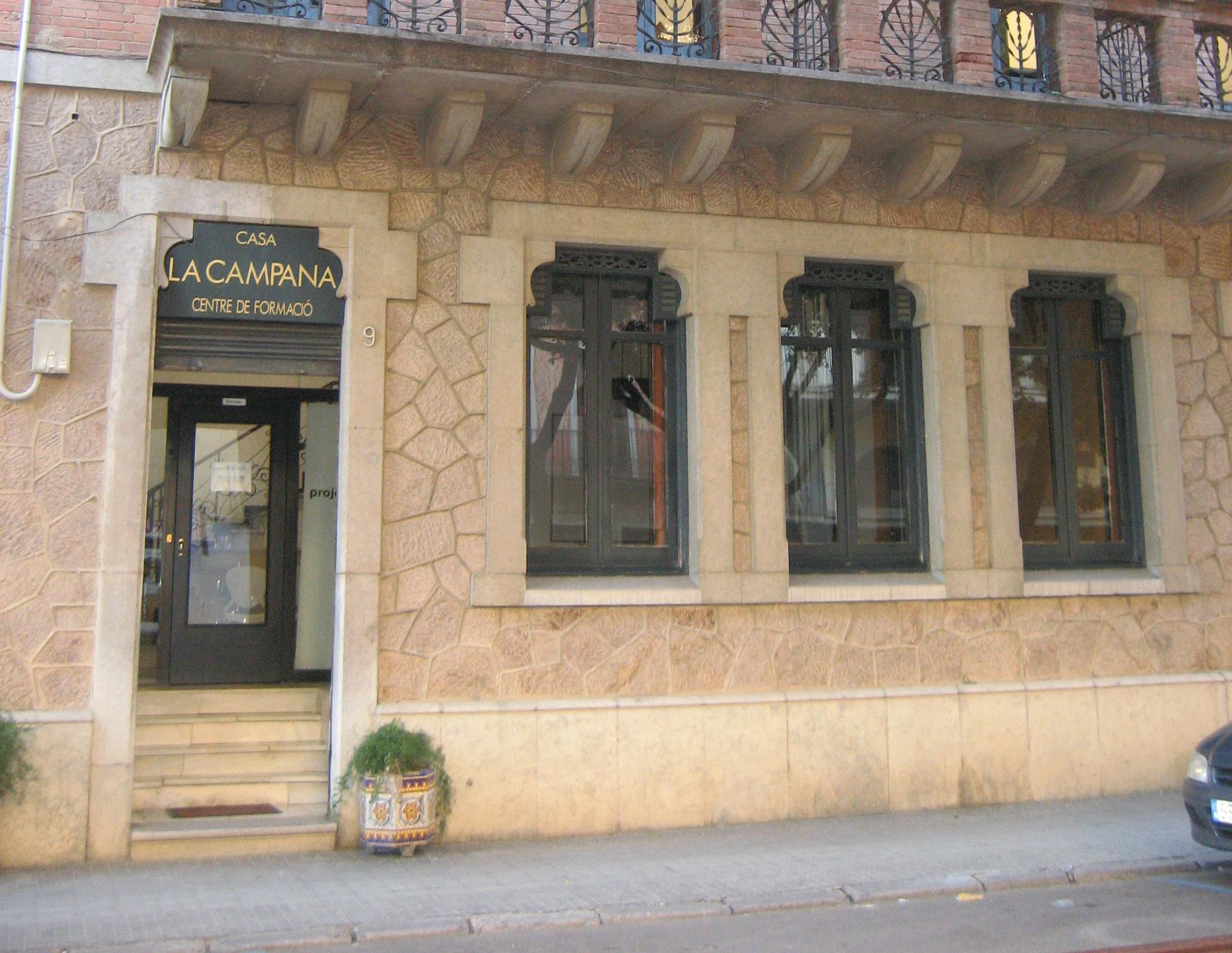
Entrada al centre de formació

En una etpa posterior, l'edific va ser reaprofitat com a equipaments culturals, on es va convertir en un centre de formació.

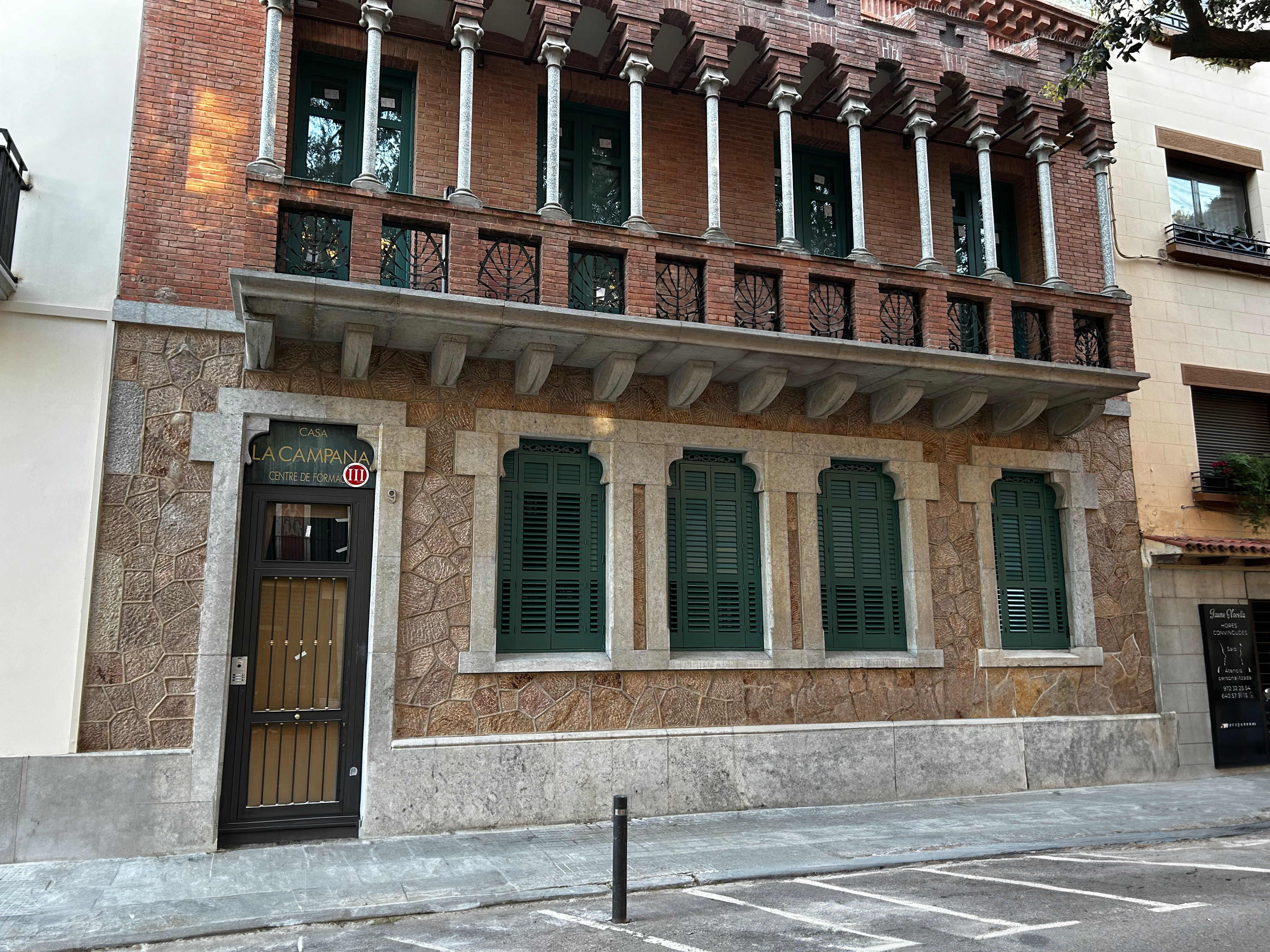
Fotografia actual de l'edifici

En l'actualitat esta siguent reformat per a ser destinats com a pisos d'ús particular. En les obres s'ha restaurat una de les finestres que havien estat reconvertides a entrada, i s'han instal·lat els porticons exteriors de les finestres, a imatge de les originals.